# Phylica linifolia
Phylica linifolia är en brakvedsväxtart som beskrevs av Neville Stuart Pillans. Phylica linifolia ingår i släktet Phylica och familjen brakvedsväxter. Inga underarter finns listade i Catalogue of Life.